# Cromartie High School
Cromartie High School (jap. 魁!!クロマティ高校, Sakigake!! Kuromati Kōkō) ist ein Manga des japanischen Zeichners Eiji Nonaka. Er wurde auch als Anime-Fernsehserie und Kinofilm adaptiert. Das Werk lässt sich den Genre Shōnen und Comedy zuordnen und handelt vom Leben des Schülers Takashi Kamiyama auf der Cromartie-Oberschule.

## Handlung
Der Schüler Takashi Kamiyama (神山 高志) wechselt von seiner alten Schule auf die Cromartie-Oberschule. Diese Schule ist voller Angeber und Unruhestifter, von denen jeder der härteste an der Schule sein will. Takashi bringt die besten schulischen Leistungen und will seine Mitschüler zu ihrem Besseren verändern. Nebenbei schreibt er unter dem Pseudonym Honey Boy Witze für eine Radiosendung. Später will er dies auch beruflich tun.
Bei seinem Vorhaben, die Schüler zu verändern, bekommt er bald Unterstützung vom dummen Shinjiro Hayashida (林田 慎二郎) und dem starken Akira Maeda (前田 彰). Doch stößt er auch auf Widerstand. Nach einiger Zeit gelingt es Takashi, sich die Loyalität der meisten Schüler zu sichern und auch einen legendären Biker mit dem Motorrad zu besiegen.

## Manga
Der Manga erschien in Japan von Februar 2001 bis Dezember 2006 beim Verlag Kōdansha wöchentlich im Magazin Shōnen Magazine. Die Serie wurde in 17 Tankōbon (Sammelbände) zusammengefasst. Die Serie besteht aus kurzen, humorvollen Geschichten, die meist 6 Seiten lang sind.
Auf Deutsch erschienen von Dezember 2005 bis September 2007 sieben Bände bei Tokyopop. Die Übersetzung stammt von Renate Clasen. Die Veröffentlichung wurde 2009 endgültig eingestellt, da der japanische Verlag die Zusammenarbeit mit Tokyopop beendet hat. ADV Manga veröffentlicht den Manga in den USA, bei Tong Li erscheint er in Taiwan.

## Anime
2003 produzierte das Studio Production I.G eine 26-teilige Anime-Fernsehserie zum Manga. Regie führte Hiroaki Sakurai, das Charakterdesign stammt von Atsushi Takeuchi und Masayuki Onchi. Künstlerischer Leiter war Shunichirō Yoshihara.
Die Serie mit 26 Folgen zu je 12 Minuten Laufzeit wurde erstmals vom 2. Oktober 2003 bis zum 25. März 2004 durch den Sender TV Tokyo in Japan ausgestrahlt. Die Sender G4, Rockworld TV und The Anime Network strahlten den Anime auf Englisch aus. Außerdem wurde er ins Französische, Niederländische und Tagalog übersetzt.

### Synchronisation
| Rolle                | japanischer Synchronsprecher (Seiyū) |
| -------------------- | ------------------------------------ |
| Takashi Kamiyama     | Takahiro Sakurai                     |
| Takeshi Hokuto       | Norihisa Mori                        |
| Noboru Takeuchi      | Ryo Naitō                            |
| Maskierter Takenōchi | Takaya Kuroda                        |
| Shinjiro Hayashida   | Takuma Suzuki                        |

### Musik
Die Musik der Serie wurde von Kunio Suma komponiert. Der Vorspanntitel Jun stammt von Takuro Yoshida, das Lied zum Abspann, Trust Me, wurde von Kunio Suma gesungen.

## Realfilm
Der Manga wurde 2005 als Realfilm adaptiert. Das Drehbuch schrieb Shoichiro Masumoto und Regie führte Yūdai Yamaguchi. Der Film kam in Japan am 23. Juli unter dem Titel Sakigake!! Cromartie Kōkō in die Kinos.

## Rezeption und Analyse
Der Manga gewann den Kōdansha-Manga-Preis in der Kategorie Shōnen 2002 und wurde 2006 für den Eisner Award in den USA nominiert.
Der Manga parodiert das nach Aufkommen der Yanki-Subkultur entstandene Genre der damit befassten Filme und Mangas, indem die im Genre entstandenen Klischees in den Charakteren überzeichnet darstellt. In einer dem Genre entsprechenden naturalistischen Ästhetik werden dann nicht übliche Themen der Gangs thematisiert, sondern Nonsens erzählt. Jason Thompson lobt den Manga daher für seinen satirischen Humor, der aus klassischen Klischees, vor allem aber aus dem trockenen Humor der Dialoge komme. Der „postmoderne Humor“ werde mit „bewusst klischeehaften“ und „steifen“ Zeichnungen vermittelt, die an die Oberschulserien Ryoichi Ikegamis aus den 1970er Jahren anspielen. Auch die Anime Encyclopedia hebt den außergewöhnlich verrückten Humor der Parodie hervor. Mit ihrem Thema ähnele die Serie Alice Academy, die jedoch eine sanftere Perspektive einnehme.
Nach Veröffentlichung des Films 2005 wurden dessen Produzenten von Warren Cromartie, einem früheren Spieler der Yomiuri Giants, wegen unerlaubter Nutzung seines Namens verklagt.